# Nußberger Hof

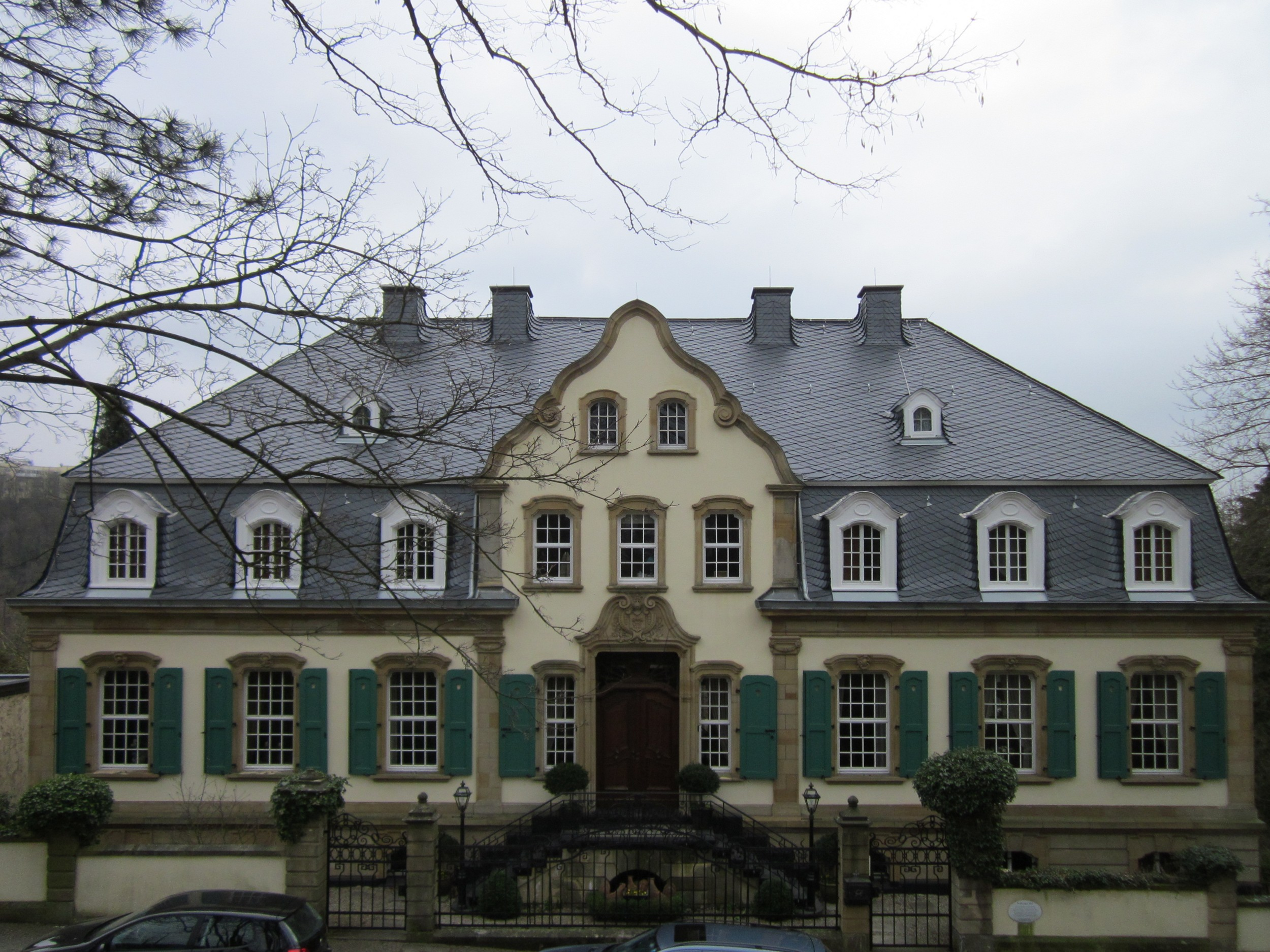
Nußberger Hof

Der Nußberger Hof ist ein denkmalgeschütztes Gebäude in der Lohmeyerstraße 20 in Saarbrücken.

## Geschichte
Bauherr der Villa war der Saarbrücker Unternehmer Carl Lohmeyer (1847–1927), der den Nußberg aus dem Besitz der Familie seiner Frau Alwine erwarb. Den Entwurf des Gebäudes erstellten Lohmeyers Sohn, der Kunsthistoriker Karl Lohmeyer, und sein Neffe, der Architekt Karl Hüter (1867–1920), der damals als Landbauinspektor bei der königlich preußischen Eisenbahndirektion Saarbrücken tätig war. Die Planungen begannen 1905, 1906 wurde das Gebäude errichtet und im darauffolgenden Jahr die Einfriedung ergänzt.:227
Nach dem Tod des Bauherrn im Jahr 1929 erbte dessen Sohn das Haus und lebte dort bis zu seinem Tod im Jahr 1957. Karl Lohmeyer vererbte den Nußberger Hof der Stadt Saarbrücken, die das Erbe aber ausschlug. Haus und Park fielen an die Familie Lohmeyer zurück, die das Gebäude später erneut der Stadt vererbte. Diese verkaufte das durch langen Leerstand verfallene Haus 1982 an einen Privatmann, der es umfassend sanierte.:228

## Architektur
Der Nußberger Hof wurde in neobarocken Formen mit einem Mansardwalmdach errichtet und erhebt sich über einem querrechteckigen Grundriss. Das Gebäude ist axialsymmetrisch aufgebaut. Beide Längsseiten besitzen einen Mittelrisalit. Der Risalit an der Gartenseite besitzt in beiden Geschossen Fenstertüren, die im Erdgeschoss auf einen vorgelagerten Balkon führen. Auch den Türen des Obergeschosses ist ein von Konsolen getragener Balkon vorgelagert. Beide Balkone besitzen schmiedeeiserne Geländer. Das Obergeschoss des Risalits nimmt drei und der Giebel zwei weitere Fenster auf, die im Giebelfeld von einem Wappen bekrönt werden.
Das rustizierte Sockelgeschoss mit Segmentbogenfenstern schließt mit einem umlaufenden Geschossgesims ab. Die Gebäudeteile beiderseits des Risalits besitzen jeweils drei Fensterachsen mit hochrechteckigen Fenstern, deren Profile aufwändig geschmückt sind. Auch die Mansardfenster sind als Segmentbogenfenster konzipiert und in der geschwungenen Verdachung mit einem Oval geschmückt.
Die beiden Mittelrisalite mit jeweils abschließendem kompositen Zwerchgiebel sind dreiachsig. Der Risalit der Straßenseite nimmt in der mittleren Achse des Erdgeschosses das Portal mit gesprengten Karniesbogen auf, über dem ein Wandfeld mit Ornamentierung und Wappen prangt. Zum Portal gelangt man über eine zweiläufige Treppe mit schmiedeeisernem Geländer. Rustizierte Pilaster rahmen den Risalit in beiden Geschossen und sind auch an der Erdgeschossecken zu finden. Dabei weisen die Erdgeschosspilaster ionische und die des Obergeschosses toskanische Kapitelle auf.
Ursprünglich besaß die Villa einen terrassierten Berggarten, einen Park, eine Kastanienwiese und ein Nutzgarten, die rund 7400 m² umfassten. Im Gebäude befand sich eine umfangreiche Kunstsammlung, die vor allem auf den Sohn des Bauherren zurückging, aber auch Gemälde und antike Möbelstücke aus altem Familienbesitz umfasste.